# Maggie Reilly
Maggie Reilly (IPA: [ˈraɪli]; Glasgow, 15 settembre 1956) è una cantante britannica.
Nata a Glasgow, ha iniziato la sua carriera nei primi anni settanta con la band blues gruppo rock scozzese Cado Belle.
È nota per la sua collaborazione con il compositore Mike Oldfield negli anni compresi tra il 1980 ed il 1984, in particolar modo per aver cantato nelle canzoni Moonlight Shadow, Foreign Affair, Five Miles Out, Family Man e To France.
Nel 1992, fece il suo debutto da solista con l'album Echoes, nel quale le canzoni Everytime We Touch, Tears In The Rain e Wait ebbero un discreto successo; ad esso seguirono Midnight Sun nel 1993, Elena nel 1996 e Starcrossed nel 2000.
Ha collaborato anche con altri artisti, tra cui Nick Mason batterista dei Pink Floyd (nell'album Profiles alla voce nel pezzo Lie for a Lie assieme a David Gilmour), Mike Batt (nell'album Hunting of the Snark), Jack Bruce, Dave Greenfield & Jean-Jacques Burnel, Lesiëm, Ralph McTell, Simon Nicol (di Fairport Convention), Runrig, The Sisters of Mercy, Smokie.

## Discografia
- 1992 - Echoes
- 1993 - Midnight Sun
- 1996 - All the mixes
- 1996 - Elena
- 1997 - Elena: The Mixes
- 1998 - The Best of Maggie Reilly: There and Back Again
- 2000 - Starcrossed
- 2002 - Save It for a Rainy Day
- 2006 - Rowan
- 2009 - Looking Back Moving Forward
- 2013 - Heaven sent
- 2019 - Starfields